# Frahât
Frahât est un marzban d'Arménie de 586 à 590.

## Biographie
Sébéos raconte dans son Histoire d'Héraclius qu'après Pahlav « vint le marzpan Hrahat, qui alla à Nisibe porter secours aux siens : ceux-ci, d’abord vaincus, remportèrent ensuite la victoire. À son retour, il livra bataille à Calkadzur, dans le pays des Bznunis, et fut vainqueur. Il resta quatre mois et s’en retourna ». Selon René Grousset, il ne s'agit que d'une escarmouche entre les forces perses et quelques dissidents arméniens.